# Twaalfapostelenstraat

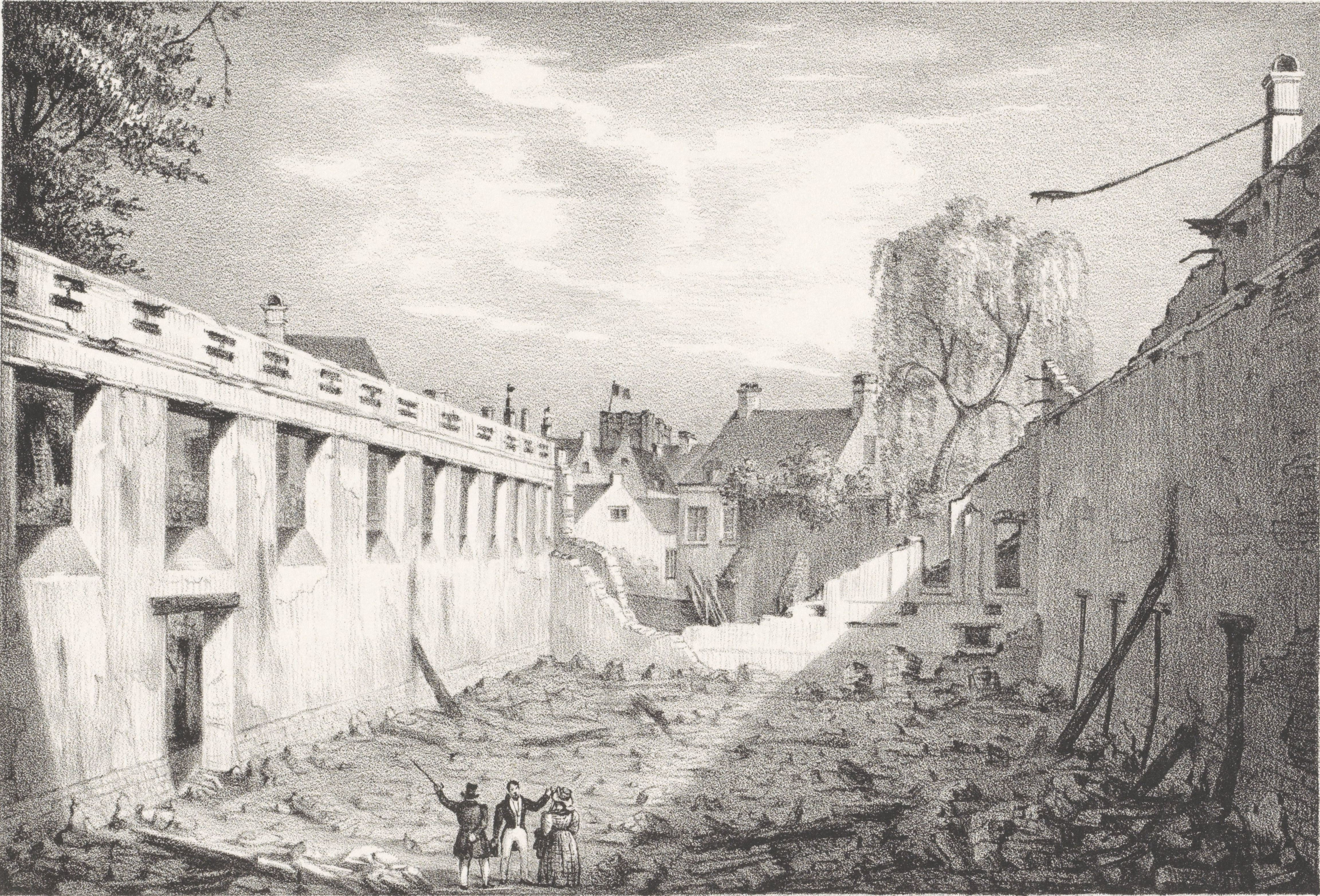
De in 1830 uitgebrande manège

De Twaalfapostelenstraat (Frans: Rue des Douze Apôtres) is een korte straat in het centrum van Brussel tussen de Warandeberg/Kanselarijstraat en de Ravensteinstraat. Aan de oostzijde van de Twaalfapostelenstraat ligt een plantsoen met een witmarmeren beeldhouwwerk van Victor Rousseau (De Leeftijden, 1922). De westzijde wordt volledig ingenomen door een groot kantoorgebouw van BNP Paribas Fortis.

## Geschiedenis
De straat, die vroeger een stuk lager lag en slingerde, verbond het kruispunt Stuiversstraat/Terarkenstraat met het kruispunt Warandeberg/Kanselarijstraat. Ze ontleent haar naam aan het Godshuis van de Twaalf Apostelen, waar dertien bejaarde mannen onderdak kregen. Het Godshuis Ter Arken, een gelijkaardige instelling voor vrouwen, lag op de hoek met de Terarkenstraat. Op de hoek met de Stuiversstraat bevond zich de Salazarkapel.
In de 19e eeuw vestigden zich verschillende scholen in de Twaalfapostelenstraat: een gemengde beroepsschool (1819), de lagere school nr. 1 (1820) en de École de Pharmacie van de ULB (1844-1924). Er was ook een manege, die tijdens de Belgische Revolutie werd beschoten door het regeringsleger en afbrandde.
Op het einde van de eeuw werd de buurt ingrijpend heraangelegd. Leopold II wilde een comfortabele verbinding van het het Koninklijk Paleis naar het Centraal Station (mogelijk gemaakt door de Noord-Zuidverbinding). Het plan van Henri Maquet (1880-81) voorzag een oprijlaan die in een brede bocht zacht opliep door en boven de oude wijken. Ondertussen ontwierp hij ook, in opvolging van Alphonse Balat, een groots gebouw als Kunstberg (maquette in 1908). Door het verzet van burgemeester Karel Buls werden de plannen niet in die vorm gerealiseerd en creëerde men verderop de Koloniënlaan als alternatief (1908). Het verhinderde niet dat de Twaalfapostelenstraat grotendeels werd geamputeerd.